# Fuckin' Problems
"Fuckin' Problems" é uma canção do rapper americano A$AP Rocky, lançada em 24 de outubro de 2012 como o segundo single do seu álbum de estreia LongLiveA$AP (2013). Foi produzida por Noah "40" Shebib e Drake sob o codinome "Champagne Papi", e contém participação dos rappers Drake, 2 Chainz e Kendrick Lamar. 

## Desempenho nas tabelas musicais

### Posições
| Tabela musical (2012)                            | Melhor posição |
| ------------------------------------------------ | -------------- |
| Alemanha - Media Control Charts                  | 4              |
| Bélgica - (Ultratip Flanders)                    | 6              |
| Bélgica - (Ultratip Wallonia)                    | 27             |
| Canadá - Canadian Hot 100                        | 65             |
| Estados Unidos - Billboard Hot 100               | 8              |
| Estados Unidos - Billboard Hot R&B/Hip-Hop Songs | 2              |
| Estados Unidos - Rap Songs                       | 2              |
| França - SNEP                                    | 30             |
| Reino Unido - UK R&B Chart                       | 10             |
| Reino Unido - UK Singles Chart                   | 50             |

### Certificações
| País           | Associação | Certificação | Vendas     |
| -------------- | ---------- | ------------ | ---------- |
| Estados Unidos | RIAA       | Diamante     | 10.000.000 |